# Atari, Inc. (gruppo Atari SA)
Atari, Inc. è un'azienda di videogiochi statunitense fondata nel 1993 come GT Interactive, con sede a New York (Stati Uniti d'America). Nel 1999, il produttore francese di videogiochi Infogrames Entertainment SA (IESA) acquistò il 62% della quota azionaria di GT Interactive, assumendone il controllo e rinominandola Infogrames, Inc.
Nel 2001, IESA acquisì Hasbro Interactive e con essa anche la controllata Atari Interactive con tutti i diritti legati al marchio "Atari" che deteneva, iniziando a pubblicare saltuariamente come Infogrames Interactive alcuni dei giochi Atari.
Nello stesso anno Infogrames, Inc. inglobò la licenza sul marchio Atari detenuta da Atari Interactive e due anni dopo cambiò il suo nome in Atari, Inc..
L'11 ottobre 2008 IESA completò l'acquisizione di Atari, Inc., facendone una società completamente sotto il suo controllo.
Atari Inc. è stata impostata dall'ex-presidente di IESA Phil Harrison come società dedita alla pubblicazione e distribuzione online di videogiochi.
Agli inizi del 2013 Atari, Inc. ha dichiarato la bancarotta a causa dei problemi finanziari della casa madre francese Atari, S.A. ed ha avuto accesso al programma di riassetto finanziario secondo le direttive del Chapter 11 statunitense.
Atari Inc. in seguito ha trovato degli investitori e conta su un catalogo di oltre 200 titoli e numerose licenze, ha trovato la forza di immettere una nuova console l'Atari VCS che è uscito nella primavera 2021 e ospita un'architettura basata su Ubuntu, sistema operativo open-source, modificato da Atari stessa.

## Storia dei prodotti Atari Inc.
Nel 2002 Jakks Pacific, una società produttrice di giocattoli, mise in commercio una console collegabile alla TV chiamata Atari 10-in-1 TV Game, simile nell'aspetto ad un joystick della vecchia console Atari 2600. Nel 2004 la stessa società creò un dispositivo di gioco chiamato Atari Paddle Games la cui forma ricopiava quella dei paddle originali della 2600, con integrati dei vecchi giochi usabili con tale dispositivo. Nonostante il nome "Atari", però, nessuno dei due dispositivi fu messo in commercio direttamente da Atari.
Lo stesso anno in cui fu messo in commercio l'Atari Paddle Games, Atari mise in commercio un proprio dispositivo da collegare alla TV denominato Atari Flashback. Questa console fu disegnata e prodotta dal consulente Atari Curt Vendel tramite la sua azienda, la Legacy Engineering. Ciò che Vendel produsse in sole 10 settimane di tempo fu una console le cui forme richiamavano quelle di una piccola Atari 7800 del 1984, 20 anni prima. Entrambi i controller erano più piccoli di quelli originali, ed erano dotati di una leva joystick e di 2 pulsanti rossi, uno per lato; la console integrava 20 giochi. A differenza dell'Atari Paddle Games e dell'Atari 10-in-1 TV Game, l'Atari FlashBack non era alimentato a batterie ma tramite un alimentatore (incluso). Dato che i giochi erano riprodotti su un hardware più simile a quello del Nintendo Entertainment System che dell'Atari 7800, alcuni aspetti di certi giochi, il suono, la grafica o il gameplay, differivano da quelli dei titoli originali.
Nonostante questo la piccola console ebbe un discreto successo commerciale tant'è che Atari contattò nuovamente Vendel per produrne il seguito, che fu presentato nell'agosto del 2005 come Atari Flashback 2. Questa console, per il cui sviluppo Vendel aveva avuto molto più tempo rispetto alle 10 settimane imposte per la prima versione, era una implementazione dell'originale Atari 2600 fatta su un singolo chip che lo stesso Vendel disegnò, permettendo quindi di poter eseguire i giochi originali della 2600 invece che dei port come nel caso della prima Flashback. I joystick inclusi, inoltre, erano pienamente compatibili con gli originali joystick della 2600, e viceversa. Infine, la circuiteria della Flashback 2 presentava dei connettori su cui era possibile saldare uno slot per cartucce, permettendo quindi di poter giocare a tutto il parco giochi dell'Atari 2600.
Nell'ottobre del 2005 Atari pubblicò una collezione dei suoi giochi arcade classici per la console Nokia N-Gage. La collezione si chiama Atari Masterpieces, ed include Asteroids, Battlezone, Black Widow, Millipede, Missile Command, Red Baron, Lunar Lander, Super Breakout ed una intervista esclusiva a Nolan Bushnell. Nel marzo del 2006 fu messo in commercio il suo seguito Atari Masterpieces Volume II, con inclusi altri titoli arcade classici quali Asteroids Deluxe, Centipede, Crystl Castles, Liberator, Pong, Space Duel, Tempest e Warlords con l'aggiunta di alcuni giochi per la 2600 quali Air-Sea Battle, Canyon Bomber, Minio Golf, Video Checkers.
Il 5 maggio 2006 Atari e Hasbro hanno fermato la produzione di moduli aggiuntivi per Neverwinter Nights, probabilmente in previsione della futura uscita del seguito Neverwinter Nights 2, ma tornarono sui loro passi dopo le richieste della comunità di proseguirne la pubblicazione.
Recentemente, i titoli di maggior successo di Atari sono quelli legati al manga Dragon Ball, su licenza di Toei Animation (Giappone), come la serie Dragon Ball Z: Budokai per le console domestiche e Dragon Ball Z: Il destino di Goku per il Game Boy Advance. Questi giochi sono stati in vetta alle classifiche dei videogiochi più venduti per diverse piattaforme fin dal debutto del primo titolo, "Dragon Ball Z: Il destino di Goku", che fu il primo gioco della serie sviluppato dalla società americana Webfoot Technologies, risultando ancora uno dei titoli più venduti per il Game Boy Advance. La serie Budokai è sviluppata dalla giapponese Dimps ed include Dragon Ball Z: Budokai, Dragon Ball Z: Budokai 2 e Dragon Ball Z: Budokai 3. Atari ha pubblicato anche Dragon Ball Z: Budokai Tenkaichi e i suoi seguiti Dragon Ball Z: Budokai Tenkaichi 2, che è una serie separata rispetto a Budokai. Seguendo il successo delle serie Budokai e Legacy of Goku, Atari ha pubblicato numerosi altri titoli legati a Dragon Ball, come Dragon Ball Z: Supersonic Warriors, Dragon Ball Z: Super Sonic Warriors 2, Dragon Ball Z: Sagas, Dragon Ball GT: Transformation, Dragon Ball: Advanced Adventure e Super Dragon Ball Z.
Atari ha anche pubblicato una serie di giochi basati sulla trilogia di film Matrix, inclusi Enter the Matrix e The Matrix: Path of Neo. Nonostante non abbiano riscosso il favore della critica, questi titoli sono annoverati tra quelli il cui sviluppo è risultato essere più costoso. Enter the Matrix, sviluppato da Shiny Entertainment, ha comunque venduto 1,38 milioni di copie per la PlayStation 2 ed 1 milione di copie per il Nintendo GameCube.
Un'altra popolare serie di titoli Atari è stata quella dedicata a Godzilla, il mostro creato in origine da Toho. Pipeworks sviluppò le serie per le console, mentre quelle per i dispositivi portatili furono sviluppate da altre società. La serie inizia con Godzilla: Destroy All Monsters Melee per il GameCube, titolo messo in commercio l'11 ottobre 2002 riscuotendo un ottimo successo di vendite; l'anno seguente fu pubblicato per la Microsoft Xbox. Il suo seguito, Godzilla: Save the Earth, fu presentato il 16 novembre 2004 per PS2 e Xbox, ma non riscosse un buon successo. Nonostante le scarse vendite, la serie vide la pubblicazione di un nuovo capitolo, Godzilla: Unleashed, per PS2 e Nintendo Wii, il 20 novembre 2007 ed il 5 dicembre 2007 rispettivamente. Unleashed fu affiancato da Godzilla Unleashed: Double Smash per il Nintendo DS, messo in commercio sempre il 20 novembre 2007. Sul futuro della serie ci sono alcune ombre perché Atari ha perso i diritti sul nome Godzilla.
Altre serie molto popolari sono quelle di RollerCoaster Tycoon, di Test Drive Unlimited, di Neverwinter Nights, di Alone in the Dark venduta recentemente a THQ e di Driver, recentemente venduta ad Ubisoft per una cifra di 24 milioni di dollari. Un acquisto di Atari recente è Blood, uno sparatutto in prima persona prodotto da Monolith Productions e lo sviluppo di remake di vecchi giochi quali Centipede (videogioco), Black Widow, Breakout (videogioco) e Gravitar, tutti in versione Recharged ovvero re-immaginati. Oltre al rilascio storico dei primi due capitoli di The Witcher e dei diritti su V-Rally 2 e V-Rally 3.

## Storia della società Atari Inc.
Il 1º settembre 2006 Atari, Inc. annunciò che le sue azioni erano state tolte dal NASDAQ perché il loro prezzo era sceso sotto 1,00 $ cad.. Il 5 settembre Atari sostituì l'amministratore delegato Bruno Bonnell con David Pierce, che aveva lavorato in precedenza in società quali Universal Pictures, Metro-Goldwyn-Mayer, Sony Pictures Entertainment e Sony Music Entertainment.
Il 2 ottobre 2006 Atari Inc. ha annunciato la vendita di Shiny Entertainment a Foundation 9 Entertainment, come ultima operazione del proprio piano di riassestamento aziendale.
Il 5 aprile 2007 Bruno Bonnell, che era stato uno dei fondatori di Infogrames, annuncio' le sue dimissioni da presidente del consiglio di amministrazione e da direttore finanziario.
Il 7 novembre 2007 GameSpot riporto' la notizia secondo la quale Atari stava versando in difficoltà finanziarie, con perdite dell'ordine dei 2 milioni di dollari nell'anno fiscale 2008 ed annunciava la vendita della serie Test Drive ad Infogrames.
Il 6 marzo 2008 Infogrames aveva fatto ad Atari, Inc. un'offerta per l'acquisto delle rimanenti azioni a 1,68 $ per azione, per un totale di 11 milioni di dollari. L'acquisto faceva di Infogrames la sola proprietaria di Atari, Inc..
Il 30 aprile 2008 Atari Inc. annuncio' di accettare l'offerta di Infogrames, fondendosi con essa.
Il 9 maggio 2008 le azioni Atari furono tolte dal listino NASDAQ; la decisione fu confermata il 24 aprile. Atari si appellava a questa decisione e l'organo di controllo del NASDAQ ascoltava in udienza Atari il 1º maggio 2008. Durante l'udienza ad Atari veniva contestato il fatto che l'ammontare delle sue azioni avrebbe dovuto crescere, nel periodo dicembre 2007/marzo 2008, fino a 15 milioni di dollari. L'esclusione definitiva dal listino NASDAQ entrava in vigore il 12 settembre 2008.
L'11 ottobre 2008 Infogrames ha completato l'acquisizione di Atari, Inc. facendone una società sotto il suo diretto e completo controllo.
Nel mese di gennaio del 2013 Atari S.A., a causa della messa in liquidazione dei due fondi di investimento azionisti della società, ha dichiarato la bancarotta, entrando in amministrazione controllata secondo il Libro 6 della legislazione francese, e così ha fatto anche Atari, Inc., che ha avuto accesso al programma di riassetto finanziario stabilito dal Capitolo 11 della legge americana, con la nomina ad amministratore delegato ad interim di Eugene Davis. Atari, Inc. sta cercando di vendere la società ad un investitore per potersi separare da Atari, S.A., dato che la filiale americana si sta concentrando sullo sviluppo di videogiochi, un mercato che, a detta dei vertici societari, è in crescita e promette quindi di poter fare riprendere gli affari.
Atari Inc. ha trovato degli investitori e conta su un catalogo di oltre 200 titoli e numerose licenze, ha trovato la forza di immettere una nuova console l'Atari VCS che uscirà nella primavera 2021 e ospiterà un'architettura basata su Ubuntu, sistema operativo open-source, modificato da Atari stessa.

## Pirateria software
Atari è stata una delle società che ha usufruito nel 2008 dei servigi della società legale britannica Davenport Lyons per recuperare le perdite causate dallo scaricamento illegale dei propri giochi da internet ma ha cessato tale attività quando le richieste di rimborso iniziarono ad arrivare anche a persone non colpevoli di tale pratica.

## Giochi più rilevanti
- Asteroids: Recharged (versione per nuove generazioni di Asteroids) (2021)
- Blood (1997)
- Blood II: The Chosen (1998)
- Centipede: Recharged (versione per nuove generazioni di Centipede (videogioco)) (2021)
- Chris Sawyer's Locomotion (2004)
- Missile Command: Recharged (versione per nuove generazioni di Missile Command) (2020)
- Pong Quest (rielaborazione di Pong) (2020)
- RollerCoaster Tycoon (1999)
- RollerCoaster Tycoon 2 (2002)
- RollerCoaster Tycoon 3 (2004)
- Tempest 4000 (sequel di Tempest 2000) (2018)

### Antologie
Esse riguardano solo ed esclusivamente i giochi usciti su PC.

#### "Best of Atari"
- 7 Sins
- Act of War: Direct Action
- Agatha Christie: Assassinio sull'Orient Express
- Alone in the Dark: The New Nightmare
- Asterix & Obelix XXL
- Asterix & Obelix XXL 2: Mission Las Vegum
- Baldur's Gate II: Shadows of Amn
- Ballance
- Bugs Bunny e Taz in viaggio nel tempo
- Chris Sawyer's Locomotion
- Civilization III
- Desperados: Wanted Dead or Alive
- Dead Man's Hand (videogioco)
- Desperados 2: Cooper's Revenge
- Egypt III - Il destino di Ramses
- Enter the Matrix
- Fahrenheit
- Grand Prix 4
- Guilty Gear X2
- Icewind Dale II
- Neverwinter Nights
- Neverwinter Nights: Hordes of the Underdark
- Neverwinter Nights: Kingmaker
- Neverwinter Nights: Shadows of Undrentide
- Neverwinter Nights 2
- Obscure II
- Patrician II
- RollerCoaster Tycoon 2
- RollerCoaster Tycoon 2: Time Twister
- RollerCoaster Tycoon 2: Wacky Worlds
- RollerCoaster Tycoon 3
- RollerCoaster Tycoon 3: Wild!
- Sonic Heroes
- Syberia II
- Tactical Ops: Assault on Terror
- Taz: Wanted
- The Matrix: Path of Neo
- Top Spin
- Unreal II: The Awakening
- Unreal Tournament 2003
- Unreal Tournament 2004
- V-Rally 3
- Worms 3D

#### "Replay"
- Asterix: Il folle banchetto
- Atari Anniversary Edition
- Baldur's Gate
- Bugs Bunny: Lost in Time
- Discworld Noir
- Driv3r
- Freedom Force vs The 3rd Reich
- Icewind Dale
- Myth II: Soulblighter
- Neverwinter Nights
- Oddworld: Abe's Exoddus
- Port Royale
- Puzzle Bobble
- RollerCoaster Tycoon 2
- Silver (videogioco)
- Supreme Snowboarding
- Total Annihilation
- Transport Tycoon
- Unreal (videogioco 1998)

## Cronologia
Atari
- 1972-1984 - Atari, Inc.
- 1984–1996 - Atari Corporation
- 1996–2001 - Atari Interactive
- dal 2003 - Atari, Inc. (gruppo Atari SA)
- dal 2009 - Atari SA